# Amban
Een amban was in de periode van de Qing-dynastie de resident en vertegenwoordiger van het Chinese keizerlijk gezag in Tibet. Soortgelijke functionarissen waren tot aan 1884 aanwezig in het gebied dat nu de provincie Sinkiang is alsmede in Mongolië. Het woord ‘amban’ is afkomstig uit het Mantsjoe, en is eenvoudigweg een woord om naar hoge functionarissen te verwijzen, vergelijkbaar met het woord dàchén 大臣 in het Chinees.

## Achtergrond
In 1717 wordt Tibet door de Mongoolse stam van de Dzjoengaren veroverd op de Khoshut-Mongolen, die het land sinds 1705 hadden beheerst. In 1720 werden de twisten tussen de Mongoolse stammen op Tibetaans grondgebied beëindigd door de komst van het leger van de Chinese keizer Kangxi. Daarmee ving een periode aan dat Tibet in wezen een Chinees protectoraat werd.
In 1727 werd de eerste functionaris door de keizer Yongzheng benoemd. De ambans dienden te rapporteren aan het Hof van Koloniale Zaken.
Na de opstand van 1750 werd hun positie versterkt. Na de invasies van gurkha's in Tibet in 1788 en 1791 werd de macht van de dalai lama verder beperkt en berustte de bevoegdheid om contact te hebben met het keizerlijk hof alleen nog bij de ambans. Vanaf de tweede helft van de 19e eeuw nam het materiële gezag van China en daarmee ook van de ambans sterk af.

## Benoemingen
In het China van de Qing-dynastie werden provincies namens de keizer bestuurd door gouverneurs. Een belangrijk uitgangspunt daarbij was dat een gouverneur of resident nooit een provincie kon besturen waar hij zelf uit afkomstig was. Zijn plaatsvervanger kon nooit afkomstig zijn uit dezelfde provincie als de belangrijkste resident. Er was een rotatiesysteem voor lokale en provinciale bestuurders, dat er op gericht was dat uitoefening van een functie in dezelfde provincie gewoonlijk niet langer duurde dan gemiddeld drie jaar.
Deze uitgangspunten werden ook toegepast voor de benoemingen in Tibet. Op enkele uitzonderingen na was de ambtstermijn in Tibet nooit langer dan drie jaar.
In de eerste periode van 1727 tot 1750 kon het aantal residenten variëren. Vanaf 1750 wordt echter een systeem ingevoerd van steeds twee aanwezige ambans, een meer senior amban en een viceamban. In totaal werden er 173 residenten in de periode 1727–1912 benoemd.

## Enkele gegevens
Een aantal van die benoemingen leidde niet tot het ook daadwerkelijk gaan uitvoeren van die functie. Het aantal benoemde aantal ambans en viceambans over die periode dat de functie in Tibet daadwerkelijk heeft uitgeoefend, bedraagt 135. De reden dat de benoemingen niet altijd leidden tot het uitvoeren van het ambt was meestal gelegen in ziekte dan wel voortijdig overlijden van de benoemde of een onverwachte andere benoeming.
De meeste ambans en viceambans waren afkomstig uit de Mantsjoe- of Mongoolse adel. De meeste van hen waren militaire officieren dan wel bestuurders die al vele jaren voor hun benoeming actief waren geweest in andere delen van het keizerrijk.
Van de 135 personen die hun functie in Tibet daadwerkelijk hebben uitgeoefend, kunnen er 125 geïdentificeerd worden op basis van hun etnische afkomst: 88 personen waren Mantsjoes, 28 Mongolen en 9 Han-Chinezen.
Regelmatig kwam het voor dat een viceamban later gepromoveerd werd tot amban. Er zijn 34 personen die de post van amban of viceamban in Tibet meerdere malen hebben uitgeoefend. De klimatologische omstandigheden, de enorme afstand tot de echte machtscentra in het rijk, de grote culturele verschillen, enz. maakte een benoeming in Tibet overigens een van de minst gewilde bestuurlijke hoge functies in het rijk voor zowel Mantsjoes, Mongolen als Chinezen. Veel van de ambans dan wel viceambans wisten de periode in Tibet te gebruiken als een springplank naar meer wel gewilde overheidsfuncties in het rijk. Een aantal van ca. 20 ambans heeft desondanks een omvangrijk oeuvre aan Tibetaanse studies nagelaten.

## Internationaal bekende ambans
Een aantal ambans heeft enige internationale bekendheid gekregen.
Qishan, amban in Tibet van 1843 tot 1847, maakte deel uit van de onderhandelingsdelegatie met de Britten na afloop van de Eerste Opiumoorlog. Hij werd door de keizer verantwoordelijk gehouden voor de overdracht van Hongkong aan het Verenigd Koninkrijk. Als gevolg daarvan werd hij berecht in Peking en aanvankelijk ter dood veroordeeld. Hij kreeg echter gratie en werd in 1843 benoemd tot amban in Tibet. In die hoedanigheid weigerde hij de via Peking in Lhasa aangekomen Franse missionarissen Évariste Huc en Joseph Gabet een doortocht naar India en dwong hen via Kanton terug te reizen. De beide lazaristen spreken in hun werk Souvenirs d'un voyage dans la Tartarie, le Thibet et la Chine pendant les années 1844, 1845 et 1846 overigens zeer positief over Qishan.
Zhang Yintang, amban van 1906 tot 1908, was tijdens de periode van de Republiek China ambassadeur in Mexico, Cuba, Peru en de Verenigde Staten.